# Estación Universidad (Metro de Medellín)
La Estación Universidad es la séptima estación de la línea A del Metro de Medellín. Se encuentra en la parte centro oriental del municipio de Medellín y es la cuarta dentro del territorio de este. La estación se encuentra en un área de gran importancia estudiantil, cultural y científica y en un sitio de gran confluencia de rutas hacia diferentes puntos de la ciudad debido precisamente a la presencia de la primera universidad del departamento: la Universidad de Antioquia.

## Descripción
La estación tiene un puente peatonal que llega a la entrada oriental de la Ciudad Universitaria, principal campus de la Universidad de Antioquia, uno de los centros de educación superior más importantes del país, con una afluencia de más de 45 mil estudiantes sin contar profesores y otros profesionales asociados a tal institución. Es por esta razón que la estación ha sido denominada «Universidad». La estación se encuentra sobre la Calle 73 y comunica con la Carrera Carabobo y la Avenida del Ferrocarril.

## Diagrama de la estación
| NIVEL 2 |                                                       |                  |           |
|         | Plataforma lateral, las puertas se abren a la derecha |                  |           |
| Norte   | ← hacia Estación Caribe (Estación Niquía)             | Sur              |           |
| Norte   | → hacia Estación Hospital (Estación La Estrella)      | Sur              |           |
|         | Plataforma lateral, las puertas se abren a la derecha |                  |           |
|         |                                                       |                  |           |
|         | Entrepiso                                             | Salida / Entrada | Entrepiso |
| SUELO   |                                                       |                  |           |

## Horario
| Horarios de estación                  | Lunes a viernes | Sábado | Domingo y festivos |
| ------------------------------------- | --------------- | ------ | ------------------ |
| Primer tren con dirección Niquía      | 04:33           | 04:33  | 05:04              |
| Primer tren con dirección La Estrella | 04:29           | 04:29  | 05:00              |
| Último tren con dirección Niquía      | 23:09           | 23:09  | 22:26              |
| Último tren con dirección La Estrella | 22:54           | 22:54  | 22:13              |

## Rutas integradas
| RUTA           | NOMBRE                                         | DESTINO |
| -------------- | ---------------------------------------------- | ------- |
| C6-020         | San José de la Cima - Universidad              |         |
| 261i Derecha   | Castilla - Alfonso López - Francisco Zea       |         |
| 261i Izquierda | Terminal de Transporte - Alfonso López - La 65 |         |

## Zonas de interés
La estación se ubica en medio de un complejo cultural, académico y científico.
- Jardín Botánico de Medellín Joaquín Antonio Uribe
- Parque de los Deseos
- Parque Explora
- Planetario de Medellín
- Parque Norte
- Ruta N
- Universidad de Antioquia
- Centro Comercial Bosque Plaza
- Notaría 27 de Medellín
- Casa de Justicia El Bosque
- Casa Museo Maestro Pedro Nel Gómez en el barrio Aranjuez por medio de las rutas que conducen a ese barrio.